# Oksskolten
L'Oksskolten (lit. Cap de bou) és una muntanya del municipi de Hemnes, comtat de Nordland, Noruega. Amb 1916 metres d'altura, és el punt més alt del comtat de Nordland, la muntanya més alta de Nord-Norge, i té la vuitena prominència més gran de Noruega. La muntanya es troba al sud del llac Gresvatnet a la serralada d'Okstindan, a l'est de Korgen i al nord del llac Røssvatnet.
La primera ascensió a la muntanya registrada fou per en Peder Stordal el 1883. Per tal d'arribar al cim, els escaladors han de creuar la gran glacera d'Okstindbreen, que es troba a l'oest de la muntanya.